# Ophiacantha shepherdi
Ophiacantha shepherdi is een slangster uit de familie Ophiacanthidae.
De wetenschappelijke naam van de soort werd in 1981 gepubliceerd door Alan N. Baker & D.M. Devaney.